# Astragalus indistinctus
Astragalus indistinctus là một loài thực vật có hoa trong họ Đậu. Loài này được Podlech & Maassoumi miêu tả khoa học đầu tiên.